# European Computer-Industry Research Center
ECRC (European Computer-Industry Research Center) war ein deutsches Telekommunikationsunternehmen mit Sitz in München und einer der ersten Internet-Provider in Deutschland. Das ECRC betrieb ein eigenes deutschlandweites Netz (Backbone), über das hauptsächlich Unternehmen, Forschungsinstitute und Zugangsprovider an das Internet angebunden wurden. Das Unternehmen war maßgeblich am Aufbau der Internetstrukturen in Deutschland beteiligt.

## Geschichte
Das ECRC ist von den Unternehmen Siemens, ICL und Bull 1984 als Forschungsinstitut gegründet worden. Aus diesem Institut ist später die ECRC Network Services GmbH hervorgegangen, die am 4. Januar 1999 von Cable & Wireless aufgekauft worden ist. Das Unternehmen wurde zunächst als Tochterunternehmen Cable & Wireless ECRC GmbH in den Konzern eingegliedert und ist 2004 vollständig in der Cable & Wireless Gruppe aufgegangen (Zeitpunkt unbekannt).
Von Cable & Wireless sind sämtliche Bestandteile und Dienstleistungen des ECRC übernommen und ausgebaut worden.

## Hinterlassenschaften
Das ECRC hat 1994 den INXS, den ersten Internetknoten (IXP – Internet Exchange Point) in Deutschland, noch vor dem DE-CIX aufgebaut und betrieben, der heute vom ECIX betrieben wird. ECRC hat außerdem den in Deutschland bekannten Nameserver cns1.cw.net betrieben. Dessen leicht zu merkende IP-Adresse 141.1.1.1 wird bis heute oft als Standardziel zum Testen der Internetkonnektivität verwendet. Diesen Server gibt es heute noch, er wird von Cable & Wireless nach wie vor betrieben.